# MIM-72/M48欉樹飛彈

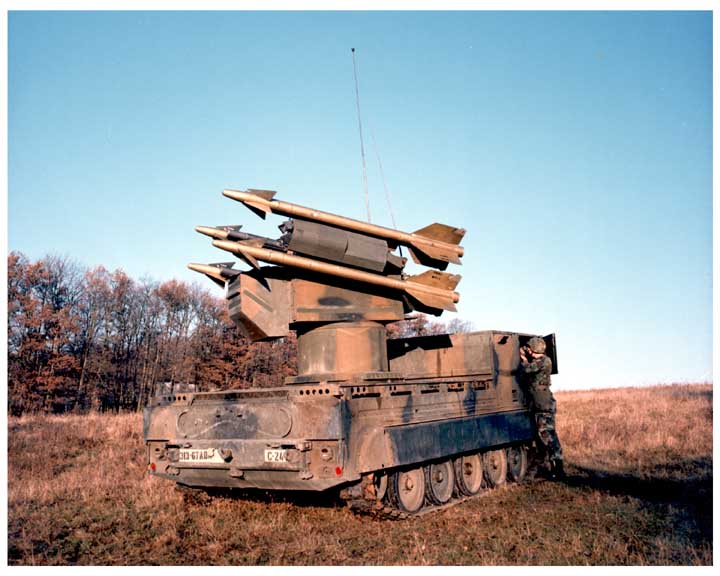
被淘汰前在美國陸軍服役的MIM-72

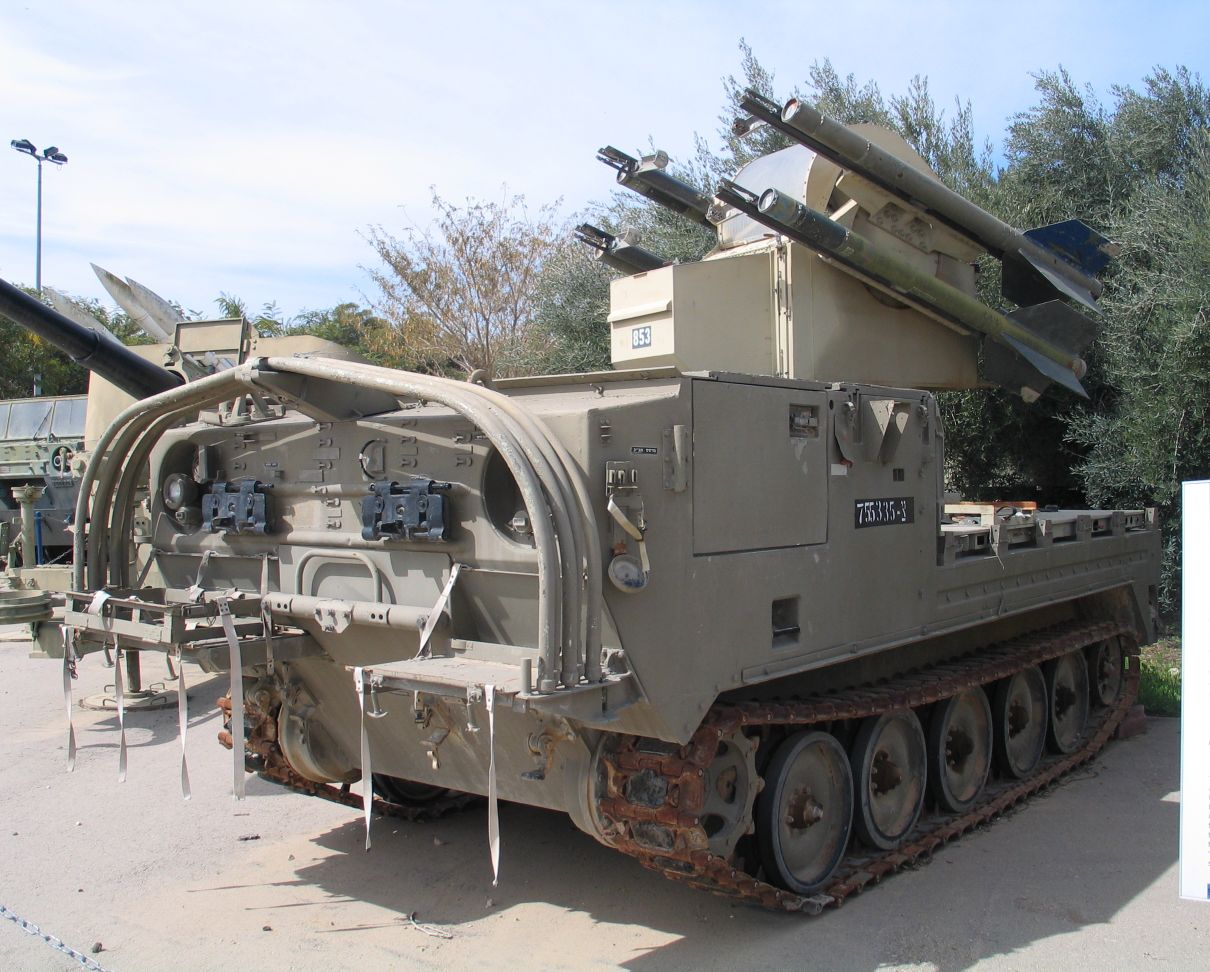
2006年伊拉克戰爭時的MIM-72

榭樹飛彈系統（英語：MIM72 Chaparral），是一種自走式地對空飛彈系統，使用AIM-9響尾蛇飛彈，配套的發射載具由M113裝甲人員運輸車衍生而來。1969年進入美國陸軍服役，於1990年到1998年間退出現役。作戰時通常與M163蠍式（Vulcan）防空砲車搭配部署，M163負責極近距離防空，檞樹則負責其所不及之處。

## 發展歷史
美國陸軍航空及飛彈司令部（United States Army Aviation and Missile Command, MICOM）於1965年與羅拉爾（Loral）公司簽訂合約開始發展與試射工作，目標是取代1963年被取消發展的MIM-46大槌（Mauler）飛彈。第一枚XMIM-72A飛彈於1967年運交美國陸軍，第一套完整版系統則於1969年5月開始作戰部署。
本系統亦可搭配輕型目標獲得雷達（即AN/MPQ-49前線警戒雷達（Forward Area Alerting Radar, FAAR））共同作業。該雷達於1966年開始發展，可用車輛進行機動，用以支援榭樹／火神防空系統，部署在戰區前緣（Forward Edge of Battle Area, FEBA）擔任防空警戒任務。
最早期的美軍野戰防空部隊配賦了32輛榭樹飛彈發射車，在M163防炮車服役後，野戰防空營改組為24輛榭樹飛彈車搭配24輛M163的混合野戰防空砲兵營，2輛飛彈車搭配2輛防炮車的組合構成防空單元，可佈署12個防空單元。此混合防空砲兵營佈署在美軍步兵、機械化步兵、裝甲師中，空降師則沒有編制榭樹飛彈，而是配賦48門M163防砲車。

## 概述
早期MIM-72A飛彈是由美國海軍使用的AIM-9D響尾蛇飛彈修改而成，主要差異在於MIM-72A兩片彈翼採固定式而非活動式；以Mk50固體火箭發動機取代AIM-9D使用的Mk36 Mod 5火箭發動機。因為與FIM-43紅眼（Redeye）飛彈一樣裝置第一代紅外線尋標器，故僅具有追尾攻擊能力，很容易被Mi-24雌鹿（Hind）式攻擊／運輸直昇機上裝置的L166紅外線干擾裝置反制。MIM-72B與MIM-72A相同，不過僅作為訓練用途，另改用不同的彈頭引信。
1974年起，新一代改良型MIM-72C問世，採用福特航太公司發展出來的AN/DAW-1B全向位尋標器，並具有紅外線反反制（IRCCM）能力；另外裝用M817都卜勒雷達近發引信及M250高爆破片彈頭；有效射程增加至9公里。C型於1976年至1981年間量產，並於1978年起開始作戰部署。實驗用的D型飛彈則是在A型飛彈彈體上裝用C型的尋標器，但本型飛彈並未進入服役。
榭樹飛彈車在接獲預警資料後，射手先行調整發射站的方位，以光學瞄準儀作目視瞄準，等待飛彈尋標器鎖定目標。由於飛彈尋標器的視軸與光學瞄準儀的十字瞄準線已整合為一，所以光學瞄準儀追瞄或鎖定目標的動作，等於飛彈尋標器在追蹤或鎖定目標。但前述的操作說明顯示本系統只能於日間接戰，而且目標的追蹤和鎖定距離不能超過射手的目視追蹤和搜索的距離；同時，本系統也不適合用於接戰直昇機或位於掩蔽物後方的盤旋目標。
1977年，福特航太公司和德州儀器公司（Texas Instruments, TI）啟動一項計畫，藉由在M54發射站上安裝一具前視紅外線（FLIR）攝影機，提供榭樹飛彈全天候接戰的能力。1978年的試射中也測試了新的低發煙火箭推進器，大幅改善了發射後的視野清晰度，使飛彈更容易進入追擊航線。該次的試射十分成功，促使FLIR攝影機的安裝計畫於1984年9月展開。服役中的飛彈換用低排煙量火箭發動機後，稱為MIM-72E，而依E型規格新生產的飛彈則稱為MIM-72F。
最重要的改良計畫始自1980年，重點項目是換用FIM-92刺針便攜式防空飛彈的尋標器，使MIM-72飛彈具備偏離軸線（off-axis）的追瞄和鎖定能力，有效排除熱焰彈的干擾。福特航太公司於1982年簽訂合約開始生產這種改良型飛彈，編號MIM-72G，而所有已生產的飛彈在1980年代晚期之前都被提升到MIM-72G的規格。直到1991年之前，G型飛彈持續量產，然而同時間本系統已逐漸自美國陸軍退役，轉交國民兵部隊操作。
兩種只供外銷用的MIM-72曾進行生產。MIM-72H是MIM-72F的外銷版，而MIM-72J則是MIM-72G的降級外銷版（主要降低了導引裝置和飛控系統的功能）。
儘管美軍的榭樹飛彈在1998年除役，但是國外用戶在21世紀仍持續操作榭樹飛彈。為了延長此型飛彈的運作壽命，火箭發動機生產商軌道ATK（現諾斯羅普格魯曼太空系統部門）在2008年接受委託生產榭樹飛彈用固態火箭，並交付了超過1,300具火箭馬達給國外用戶翻修使用。

## M730履帶載具

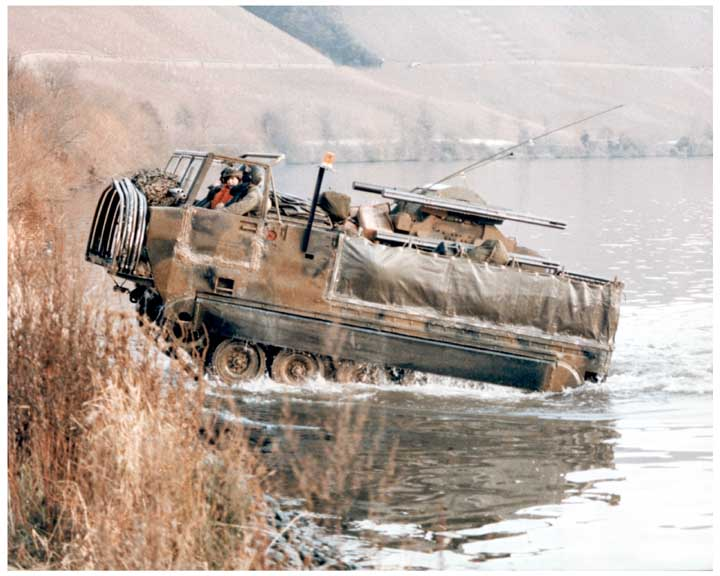
M730履帶載具可以提供涉水能力，有助於野戰部署

M730履帶載具由M548履帶載具修改而來，發動機艙及乘員艙位於車體前方，後方則裝置M54飛彈發射裝置，多以防水帆布覆蓋作為保護。本型載具採扭力桿懸吊系統，兩側各有5個路輪，前後方各有1個驅動輪和1個惰輪，第一及第五個路輪的扭力桿上裝有油壓避震器。車頭兩側各有1組紅外線燈，具有兩棲能力，以履帶打水的方式前進（時速5.5公里／小時）。
1982年，美國陸軍以用於M113裝甲運兵車改良計畫的「選擇性裝備可靠度改良Reliability Improvement for Selected Equipment，RISE）」套件改良M730載具，改裝後稱為M730A2。該套件主要以底特律柴油引擎（Detroit Diesel）公司6V-53T水冷式渦輪增壓柴油引擎，汰換採用自然進氣的6V-53水冷式柴油發動機，最大馬力輸出由210hp提升為275hp改善車輛機動性。

## 海軍版（海榭樹）

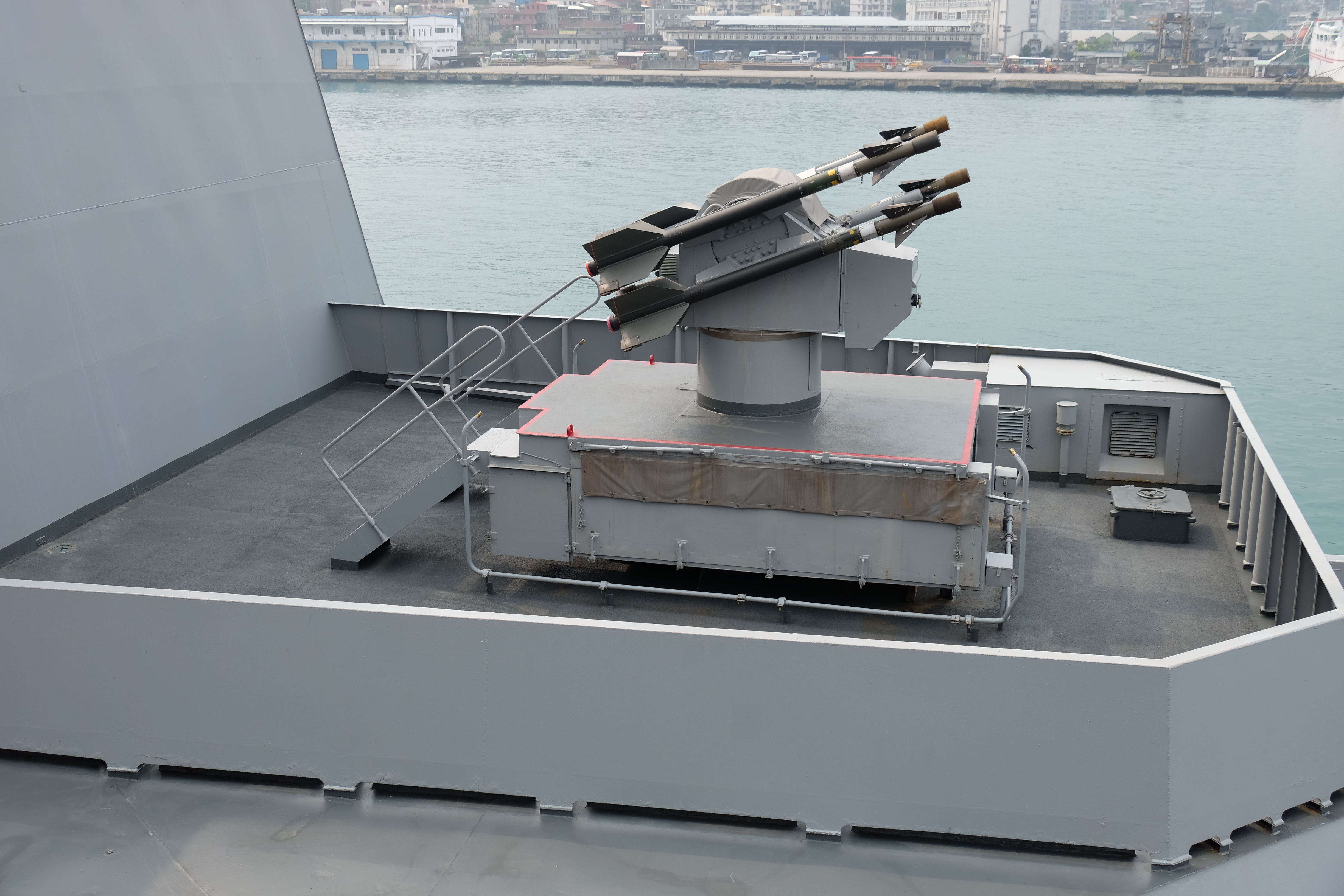
裝備海榭樹飛彈的康定級巡防艦

C型飛彈曾發展出海軍用版本，又稱為RIM-72C海榭樹（Sea Chaparral），美國海軍在越戰期間曾採購試用在驅逐艦上，最後未服役，該批採購的海榭樹飛彈發射器後轉售給中華民國海軍，從1980年代起成為海軍艦艇的主力防空武器之一。

## 衍生型
- MIM-72A － 由美國海軍使用的AIM-9D響尾蛇飛彈修改而成。
- MIM-72B － 訓練用。
- MIM-72C － 第一代改良型，裝有AN/DAW-1B全向位尋標器（具有紅外線反反制（IRCCM）能力）、M817近發引信及M250高爆破片彈頭，有效射程增加至9,000公尺。於1976年到1981年間量產，1978年11月進入現役。
  - RIM-72C － 海軍型MIM-72C，美國海軍曾評估，但最後並未採用，反而是中華民國海軍採用，海軍稱為海榭樹防空飛彈。
- MIM-72D － 實驗用飛彈，量產前取消發展。
- MIM-72E － MIM-72C飛彈，但裝用M121低排煙量火箭發動機。
- MIM-72F － 採用AN/DAW-1尋標器（無IRCCM能力）的MIN-72C飛彈外銷型，並裝有改良型M121低排煙量火箭發動機。
- MIM-72G － 第二代改良型。改用AN/DAW-2薔薇花紋式掃瞄尋標器，具有強大的紅外線反反制（IRCCM）能力，同樣的尋標器也被FIM-92刺針（Stinger）飛彈採用。這型飛彈在1980年代末期取代了早期使用的各次型飛彈，原先量產的榭樹飛彈在翻修時揭按照G型規格升級彈體零件，量產至1991年。
- MIM-72H － MIM-72F的外銷型。
- MIM-72J － MIM-72G的降級外銷型。
- M30 － 訓練用。

## 使用國家
- 智利：28套，從2024年起開始退役。
- 厄瓜多爾
- 埃及：50套
- 以色列：52套，2003年退役。
- 摩洛哥：37套
- 葡萄牙：34套（23輛為M730A3、11輛M730A2），2018年退役。
- 中華民國：中華民國陸軍、中華民國海軍、中華民國海軍陸戰隊，共45套。中華民國海軍陸戰隊已於2023年退役[1]，中華民國陸軍2025年全數退役由陸劍二防空飛彈系統取代[2]。
- 突尼西亞：26套
- 美國： 1997年全數退役。

## 外部連結
- http://www.designation-systems.net/dusrm/m-72.html（页面存档备份，存于）
- https://web.archive.org/web/20100609055806/http://www.redstone.army.mil/history/systems/CHAPP.html
- http://www.globalsecurity.org/military/systems/ground/chaparral.htm （页面存档备份，存于）